# Jacek Haman
Jacek Witold Haman (ur. 27 grudnia 1970) – polski socjolog, doktor habilitowany nauk społecznych, pracownik naukowy Uniwersytetu Warszawskiego, specjalista w zakresie teorii wyboru społecznego, teorii gier i metod statystycznych w naukach społecznych.

## Życiorys
Syn geofizyka Krzysztofa Edwarda Hamana. Ukończył VI Liceum Ogólnokształcące im. Tadeusza Reytana w Warszawie (1989) i studia wyższe w Instytucie Socjologii Uniwersytetu Warszawskiego (1994). W 1991 roku wybrany na II wiceprezesa Zarządu Stowarzyszenia Absolwentów i Przyjaciół VI Liceum Ogólnokształcącego im. Tadeusza Reytana. Od 1994 roku pracownik naukowy Zakładu Statystyki, Demografii i Socjologii Matematycznej Instytutu Socjologii UW. W 2002 roku uzyskał stopień naukowy doktora na podstawie rozprawy Systemy głosowania w demokracji przedstawicielskiej. Właściwości formalne i ich konsekwencje, obronionej na Wydziale Filozofii i Socjologii UW, a w 2014 roku habilitował się tamże na podstawie pracy Gry wokół nas. Socjolog a teoria gier. Od 2015 roku zatrudniony również na część etatu jako profesor w Instytucie Badań Edukacyjnych. Członek Rady Naukowej Centrum Badań Ilościowych nad Polityką Uniwersytetu Jagiellońskiego w kadencji 2018–2022. Wchodzi w skład Zespołu Ekspertów Wyborczych Fundacji Batorego.

## Publikacje książkowe
- Demokracja, decyzje, wybory (2003, ISBN 83-7383-035-9)
- Podstawy statystyki dla socjologów (2008, ISBN 978-83-7383-344-9, wraz z Grzegorzem Lissowskim i Mikołajem Jasińskim, wyd. II poprawione 2011, tomy I–III[4])
- Gry wokół nas. Socjolog i teoria gier (2014, ISBN 978-83-7383-560-3)